# Коаліційна партія Естонії
Коаліційна партія Естонії (ест. Eesti Koonderakond) — естонська центристська ліберальна політична партія.

## Історія
Партія була заснована 1991 року Тійтом Вяхі. Припинила своє існування 2001. Партія була асоційованим членом Ліберального інтернаціоналу з 1998 року.
Мала зв'язок з політичними партіями на кшталт партії Латвійський шлях. Коаліційна партія брала участь в урядовій коаліції з 1995 до 1999 року. Партія об'єднувала у своїх лавах, в основному, колишню міську номенклатуру та інших радянських чиновників. Мала тісні зв'язки з естонським Народним союзом.